# Madeira Beach
Madeira Beach é uma cidade localizada no estado americano da Flórida, no Condado de Pinellas. Foi incorporada em 1947.

## Geografia
De acordo com o United States Census Bureau, a cidade tem uma área de 8,4 km², onde 2,5 km² estão cobertos por terra e 5,9 km² por água.

### Localidades na vizinhança
O diagrama seguinte representa as localidades num raio de 8 km ao redor de Madeira Beach.

## Demografia
Segundo o censo nacional de 2010, a sua população é de 4 263 habitantes e sua densidade populacional é de 1 679,54 hab/km². Possui 4 044 residências, que resulta em uma densidade de 1 593,26 residências/km².

## Geminações
- Machico, Região Autónoma da Madeira, Portugal [5]